# Всесвітній економічний форум
Всесвітній економічний форум (англ. World Economic Forum, ВЕФ) — міжнародна неурядова організація, яка базується в Женеві, діяльність якої спрямована на розвиток міжнародної співпраці. Місією організації є «прагнення до поліпшення стану світу шляхом залучення бізнесу, політичних, академічних та інших лідерів суспільства у формуванні глобальних, регіональних, галузевих порядків денних». Щорічна зустріч під егідою Форуму проводиться в Давосі (Швейцарія, крім того, Форум виступає організатором ділових заходів в різних країнах). Зустріч об'єднує близько 2500 вищих керівників бізнесу, міжнародних політичних лідерів, обраних інтелектуалів і журналістів, щоб обговорити найбільш актуальні питання, що стоять перед світом.
Утворений у 1970 році. Членами форуму є понад 1000 великих компаній та урядових організацій з різних країн світу.
Організація також проводить близько шести-восьми регіональних нарад щороку в Латинській Америці та Східній Азії, а також проведення ще двох щорічних зустрічей в Китаї та Об'єднаних Арабських Еміратах.

## Історія
Форум був заснований у 1971 році Клаусом Швабом, бізнес професор Женевського університету німецького походження. Співзасновником Форуму виступив відомий науковець, українець Богдан Гаврилишин. Спочатку організація мала назву «Європейський форум менеджменту», котра була змінена на Всесвітній економічний форум у 1987 році. Форум розширив свої рамки, переформатувавшись у платформи для вирішення міжнародних конфліктів. 
Улітку 1971 року Шваб запросив 444 керівників західних європейських фірм на перший симпозіум Європейського управління, що проводяться в конгрес-центрі в Давосі під патронажем Європейської Комісії і європейських промислових асоціацій, де Шваб прагнув ввести в європейські фірми американські практики управління. Потім він заснував ВЕФ як некомерційну організацію в Женеві і схилив європейських бізнес-лідерів в Давос для щорічних зустрічей у січні.
Політичні лідери незабаром почали використовувати річні збори як нейтральну платформу. У Давосі було підписано Декларацію між Грецією і Туреччиною в 1988 році, завдяки якій між ними припинилась війна. У 1992 році президент Південної Африки Фредерік Віллем де Клерк зустрівся з Нельсоном Манделою на річних зборах. То була їх перша спільна зустріч за межами Південної Африки. На річних зборах 1994 року, міністр закордонних справ Ізраїлю Шимон Перес і голова ОВП Ясір Арафат досягли попередньої згоди Щодо Гази та Єрихону.
2011 року щорічні збори в Давосі відбулися з 26 по 30 січня.
Зустріч 2012 відбулася 25—29 січня, з темою «Велика трансформація: формування нових моделей».
Зустріч 2013 була проведена з 23 по 27 січня, з темою «Щільний динамізм», після заяви засновника Клауса Шваба, про те, що «необхідність глобального співробітництва ніколи не була настільки потрібною».
Зустріч 2014 року відбулась 22—25 січня, з темою «Перебудова світу: наслідки для суспільства, політики та бізнесу».
У 2017 форум проходив 17—20 січня. Тема форуму «Реагуюче та відповідальне управління».
У 2020 році Всесвітній економічний форум проходив з 21 по 24 січня. Давоський маніфест-2020 було опубліковано як розвиток та переосмислення ідей, закладених у маніфесті 1973 року. Головними темами форуму стали: екологія, відповідальність бізнесу, економіка і технології.
У 2021 році через карантинні обмеження в Швейцарії форум планувалося перенести в Сінгапур, але врешті було скасовано через пандемію. Наступний Всесвітній економічний форум заплановано на 2022 рік, з 17 по 21 січня.
Станом на січень 2022 року місце та час наступного форуму 2022 визначено: Давос-Клостерс (Швейцарія) з неділі 22 по четвер 26 травня. Зазначається, що Всесвітній економічний форум пройде під назвою: «спільна робота, відновлення довіри». Україна свій Український дім розташувала на Променад 63. Вперше Росію не запросили на форум. Замість російського дому був Російський дім воєнних злочинів.

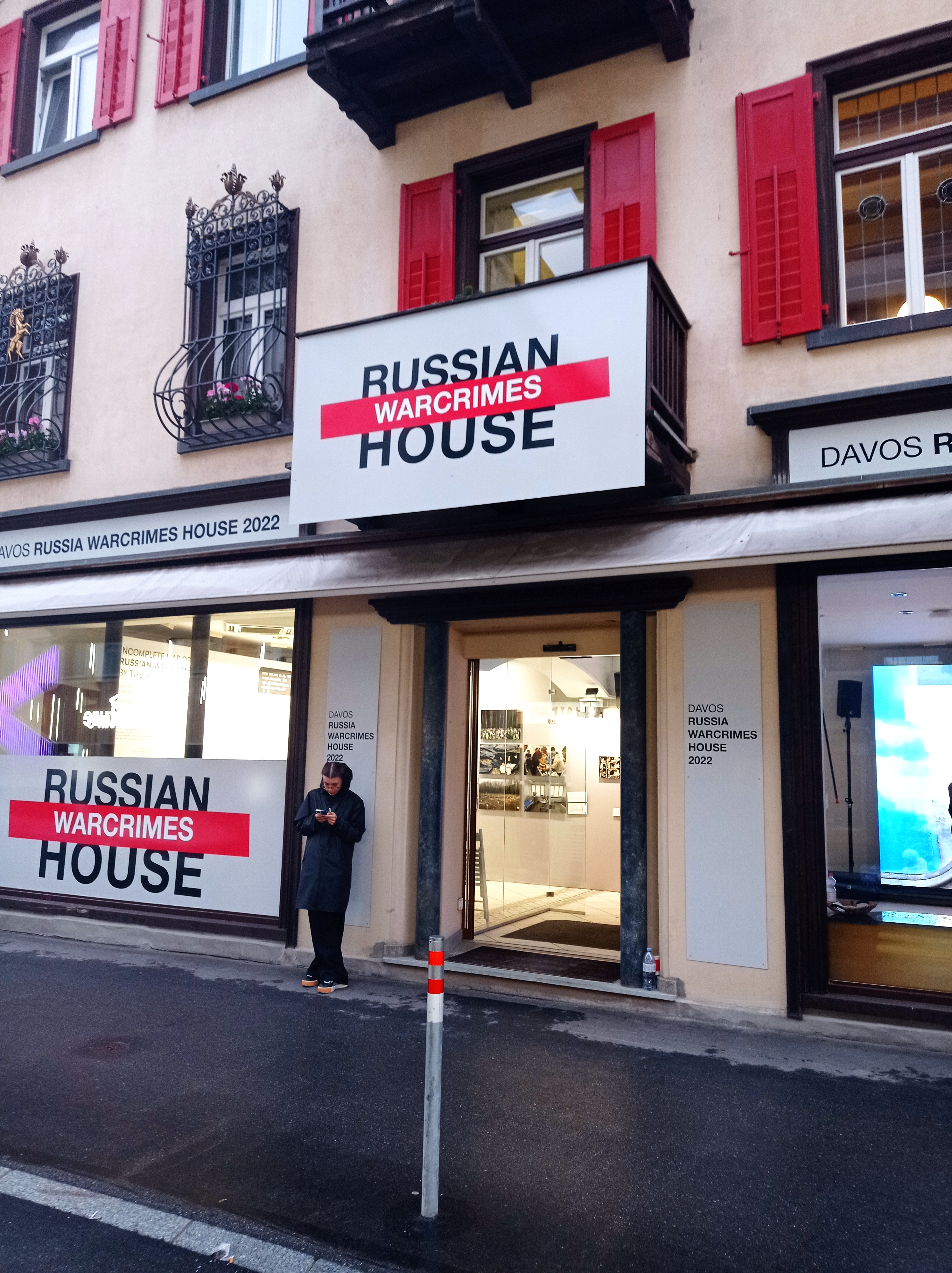
Russian warcrime house у 2022 році

## Теми минулих зустрічей
| Рік  | Дати                | Тема                                                                                        |
| ---- | ------------------- | ------------------------------------------------------------------------------------------- |
| 1988 |                     | Новий стан світової економіки                                                               |
| 1989 |                     | Ключові події 90-х: наслідки для світового бізнесу                                          |
| 1990 |                     | Конкурентна співпраця в десятиліття турбулентності                                          |
| 1991 |                     | Новий напрямок для глобального лідерства                                                    |
| 1992 |                     | Глобальна співпраця і мегаконкуренція                                                       |
| 1993 |                     | Об'єднання всіх сил для глобального відновлення                                             |
| 1994 |                     | Переосмислення базових припущень світової економіки                                         |
| 1995 | 26-30 січня         | Лідерство для викликів, що виходять за рамки зростання                                      |
| 1996 | 1-6 лютого          | Підтримка глобалізації                                                                      |
| 1997 | 30 січня - 4 лютого | Побудова мережевого суспільства                                                             |
| 1998 | 29 січня - 3 лютого | Управління нестабільністю та пріоритети 21-го століття                                      |
| 1999 | 28 січня - 2 лютого | Відповідальна глобальність: управління впливом глобалізації                                 |
| 2000 | 26 січня - 2 лютого | Нові починання: як змінити світ на краще                                                    |
| 2001 | 25-30 січня         | Підтримка зростання та подолання розбіжностей: рамки для нашого глобального майбутнього     |
| 2002 | 31 січня - 4 лютого | Лідерство в нестабільні часи (проводиться в Нью-Йорку замість Давосу)                       |
| 2003 | 21-25 січня         | Розбудова довіри                                                                            |
| 2004 | 21-25 січня         | Партнерство заради безпеки і процвітання                                                    |
| 2005 | 26-30 січня         | Беручи на себе відповідальність за важкий вибір                                             |
| 2006 | 25-29 січня         | Творчий імператив                                                                           |
| 2007 | 24-28 січня         | Формування глобального порядку денного, мінливе рівняння сили                               |
| 2008 | 23-27 січня         | Сила спільних інновацій                                                                     |
| 2009 | 28 січня - 1 лютого | Формування посткризового світу                                                              |
| 2010 | 27-30 січня         | Покращення стану світу: переосмислити, перепроєктувати, перебудувати                        |
| 2011 | 26-30 січня         | Спільні норми для нової реальності                                                          |
| 2012 | 25-29 січня         | Велика трансформація: формування нових моделей                                              |
| 2013 | 23-27 січня         | Стійкий динамізм                                                                            |
| 2014 | 22-25 січня         | Переформатування світу: наслідки для суспільства, політики та бізнесу                       |
| 2015 | 21-24 січня         | Новий глобальний контекст                                                                   |
| 2016 | 20-23 січня         | Освоєння четвертої промислової революції                                                    |
| 2017 | 17-20 січня         | Чуйне та відповідальне лідерство                                                            |
| 2018 | 23-26 січня         | Створення спільного майбутнього у розколотому світі                                         |
| 2019 | 22-25 січня         | Глобалізація 4.0: формування глобальної архітектури в епоху четвертої промислової революції |
| 2020 | 20-24 січня         | Зацікавлені сторони для згуртованого та сталого світу[джерело?]                             |
| 2021 | 17-20 серпня        | Вирішальний рік для відновлення довіри скасовано через пандемію COVID-19                    |
| 2022 | 22-26 травня        | Історія на переломному етапі: Державна політика та бізнес-стратегії                         |
| 2023 | 16-20 січня         | Співпраця у фрагментованому світі                                                           |
| 2024 | 15-19 січня         | Відновлення довіри                                                                          |